# Nossa Senhora da Lampadosa (nau de 1727)
A Nossa Senhora da Lampadosa foi uma nau de linha da Marinha Portuguesa, lançada ao mar em Lisboa em 21 de Janeiro de 1727.

## História

### Anos iniciais
A nau foi construída na Ribeira das Naus e lá lançada ao mar a 21 de Janeiro de 1727, na presença de D. João V e da família real portuguesa. 

#### Acção de 22 de Dezembro de 1727
A 22 de Dezembro de 1727, a Lampadosa patrulhava a costa portuguesa, quando interceptou um grupo de duas fragatas de piratas berberescos juntamente com a nau portuguesa capturada Nossa Senhora da Concórdia, na qual a tripulação tinha abandonado e embarcado na nau São Frutuoso na noite do dia 16.  Ao verem aproximar-se a nau de guerra portuguesa, os piratas fugiram imediatamente, abandonando a nau Concórdia. Chegando junto da Concórdia e constatando que esta se encontrava tripulada por mouros, a Lampadosa disparou sobre ela duas potentes salvas de artilharia, acompanhadas por nutrido fogo de mosquetaria. Ao receberem a segunda salva, os piratas já não tiveram ânimo para continuar a responder e renderam-se.
Após isso, a Lampadosa guarneceu devidamente a Concórdia e acompanhou-a até a barra do Rio Tejo, chegando em 31 de Dezembro e após isso a Lampadosa partiu rumo ao norte.
A 28 de Fevereiro de 1728, a Lampadosa regressou ao Tejo, trazendo em sua companhia a São Frutuoso que havia se refugiado num porto da Galiza, juntamente com uma nau vinda do Maranhão que também ficou ali.

#### Acção de Julho de 1728
No começo de Julho de 1728, a Lampadosa estava patrulhando a costa quando foi avisada por uma embarcação de pescadores da situação em que se encontrava a nau portuguesa Nossa Senhora da Oliveira, sabendo disso, a Lampadosa partiu em socorro da nau. Não estando dispostos a envolver-se num combate de que dificilmente poderiam sair vencedores, os piratas fugiram e logo desapareceram. Escoltada pela Lampadosa, a Oliveira continuou a sua viagem para Lisboa. Nas proximidades do cabo Raso encontrou a nau Nossa Senhora da Atalaia, de 52 peças, que também fora mandada sair de Lisboa em seu auxilio. A 5 de Julho as três naus entraram no Tejo.
Posta em segurança a Nossa Senhora da Oliveira, a Nossa Senhora da Lampadosa e a Nossa Senhora da Atalaia voltaram a fazer-se ao mar a fim de darem caça aos piratas. Mas apesar de se terem conservado em patrulha até 22 de Julho não os conseguiram encontrar.

### Campanha do Rio da Prata
A 26 de Agosto de 1736, perto do Cabo de Santa Maria, foi então a vez da Nossa Senhora da Lampadosa, que navegava em companhia da nau mercante Corta Nabos, de encontrar-se com duas naus espanholas.
Esta vez a diferença de forças favorecia as espanholas; mas infelizmente os relatos diferem quanto aos acontecimentos. Segundo as fontes espanholas, estes tomaram a Corta Nabos, mas mais tarde os ventos teriam disperso os navios. Segundo as fontes portuguesas, travou-se um combate em que ambas as partes sofreram os estragos do costume, mas as naus espanholas teriam fugido em direção a Montevideu quando a Nossa Senhora da Vitória apareceu por volta das cinco da tarde, navegando a todo o pano do Norte. As mesmas fontes contam que a nau capitana portuguesa teria perseguido as duas espanholas, e dando mais uma vez mostras de ser uma nau de muito bom pé, isto é, veloz, teria alcançado a San Esteban e a Hermiona por volta das sete e meia, já depois do pôr do sol. Teria então travado um duelo de artilharia na escuridão que durou até as duas da madrugada do dia 27 de Agosto.
Nessa altura estariam os navios já ao largo de Montevideu, e os fundos estariam a diminuir rapidamente. Durante o dia 27 de Agosto as espanholas parecem ter ficado a pairar junto do Baixo do Inglês, que a nau portuguesa não poderia atravessar por causa do seu maior calado. No dia 28 juntou-se então a Nossa Senhora da Lampadosa à capitânia portuguesa, e ambas tentaram aproximar-se das espanholas. Mas estas, fazendo sucessivos bordos, mantiveram sempre a distância às portuguesas. Após três dias de contínuas manobras e viragens de bordo, numa tentativa de aproximar-se das naus espanholas, Abreu Prego desistiu e foi fundear junto da Ilha das Flores, de onde poderia impedir as espanholas de desembarcar socorros em Montevideu.
Ao ver Don José de Arratia isto, desistiu também ele de socorrer Montevideu, e rumou a Buenos Aires, onde chegaria duas semanas depois, após uma penosa navegação no Rio da Prata, que incluiu vários encalhes nos baixos do rio. Soube-se mais tarde que teria desembarcado numerosos feridos como resultado dos combates travados com as naus portuguesas.

### Destino
Em Maio de 1757, a nau foi julgada incapaz de navegar no Rio de Janeiro.